# 쿠르티
쿠르티(이탈리아어: Curti)는 이탈리아 캄파니아주 카세르타도의 코무네다.